# 10 дней до весны
«10 дней до весны» — российский 11-серийный фильм режиссёра Кима Дружинина, премьера которого состоялась на телеканале «НТВ» 11 марта 2024 года.

## Сюжет
События разворачиваются вокруг семьи Жилиных в 2014 году в Крыму на фоне событий «Крымской весны». Братья —  замкомандира симферопольского «Беркута» Николай (Александр Голубев), московский хирург Андрей (Пётр Рыков) и их сестра, преподаватель симферопольской гимназии Наталья (Карина Андоленко), приезжают на похороны отца.
Ещё в 90-е годы обстоятельства развели братьев и сестру по разным городам и даже странам, у них разные взгляды и давно тлеющий конфликт по поводу дома на берегу моря, «родового гнезда», который теперь нужно разделить по наследству, но в это время герои попадают в водоворот событий «Крымской весны», в ходе которых решают свои внутренние конфликты, снова объединяясь в единую крепкую семью.

## В ролях

### В главных ролях
- Александр Голубев — Николай
- Пётр Рыков — Андрей
- Карина Андоленко — Наталья
- Анна Попова — Даша
- Андрей Соколов — Орлов

### В остальных ролях
- Максим Сапрыкин — Гриша
- Николай Клямчук — Степан Бойко
- Иван Стебунов — Виталий
- Илья Алексеев — Вадим Глушко, муж Натальи
- Дмитрий Лавров — Жиганов
- Юрий Батурин — Горобченко
- Виктория Бычкова — Тамара
- Валерий Скорокосов — Уваров
- Юрий Ицков — дед Тимофей
- Сергей Паршин — Агафонов
- Елена Цыплакова — Людмила Бойко, мать Степана и Ксении
- Владимир Стержаков — Симонов
- Алексей Лысенко — Богдан
- Кирилл Букин — Тарас
- Сергей Уманов — Вакуленко
- Рамиль Сабитов — Ильяс Искандерович
- Михаил Богдасаров — Шевкет
- Светлана Ильядис — Гульназ
- Ангелина Селезнёва — Миля
- Дмитрий Мурашев — Тегеран
- Лиана Гриба — Ксюша, сестра Степана, девушка Гриши
- Александр Доронин — Шахматист
- Андрей Иванов — Савельев (прототип — Юрий Абисов)
- Павел Юлку — Мэйсон
- Жорж Девдариани — Салливан
- Игорь Филиппов — контр-адмирал Шипилов
- Игорь Папылев — майор Васильев
- Константин Снегов — полковник
- Сергей Галич — вежливый военный
- Илья Спинов — российский офицер
- Александр Вонтов — пожилой капитан буксира
- Владимир Бирюков — антимайдановец
- Леонид Стрельников — Порошенко
- Александр Классен — Тягнибок
- Александр Алексеев — спикер на майдане

## Съёмки
Телесериал «10 дней до весны» снимался по заказу телеканала «НТВ» к 10-летию аннексии Крыма.
Несмотря на то, что по сюжету действие происходит в Крыму, в нём сняты лишь немногие кадры, а в основном съёмочная группа работала в Ставропольском крае: в Ставрополе, Кисловодске, Пятигорске и Железноводске, а также в Выборге Ленинградской области.
По заявлению сценаристов сюжет основан на реальных событиях, прототип героя актёра Андрея Иванова — командир крымского «Беркута» подполковник Юрий Абисов.

## Показ
Показ телесериала состоялся 11 марта 2024 года в эфире телеканала «НТВ», а с рейтингом 4,1% (доля 13,1%) стал лидером дня среди всех телесериалов среди зрителей всей России старше 18 лет.
Помимо телепоказа телесериал вышел на онлайн-платформе Premier, где рейтинг достиг 9.2 пункта.

## Критика
Украинские издания раскритиковали тот факт, что в телесериале в главных и второстепенных ролях снялись актёры, ранее работавшие на Украине.